# Conferencia Internacional del Meridiano
La Conferencia Internacional del Meridiano fue una conferencia celebrada en octubre de 1884 en Washington D.C., en los Estados Unidos, para determinar un primer meridiano para uso internacional. La conferencia se llevó a cabo a pedido del presidente de los Estados Unidos, Chester A. Arthur.  El tema a discutir fue la elección de "un meridiano para ser empleado como un cero común de longitud y estándar de cómputo del tiempo en todo el mundo". Resultó en la recomendación del meridiano de Greenwich como el estándar internacional para la longitud de cero grados.

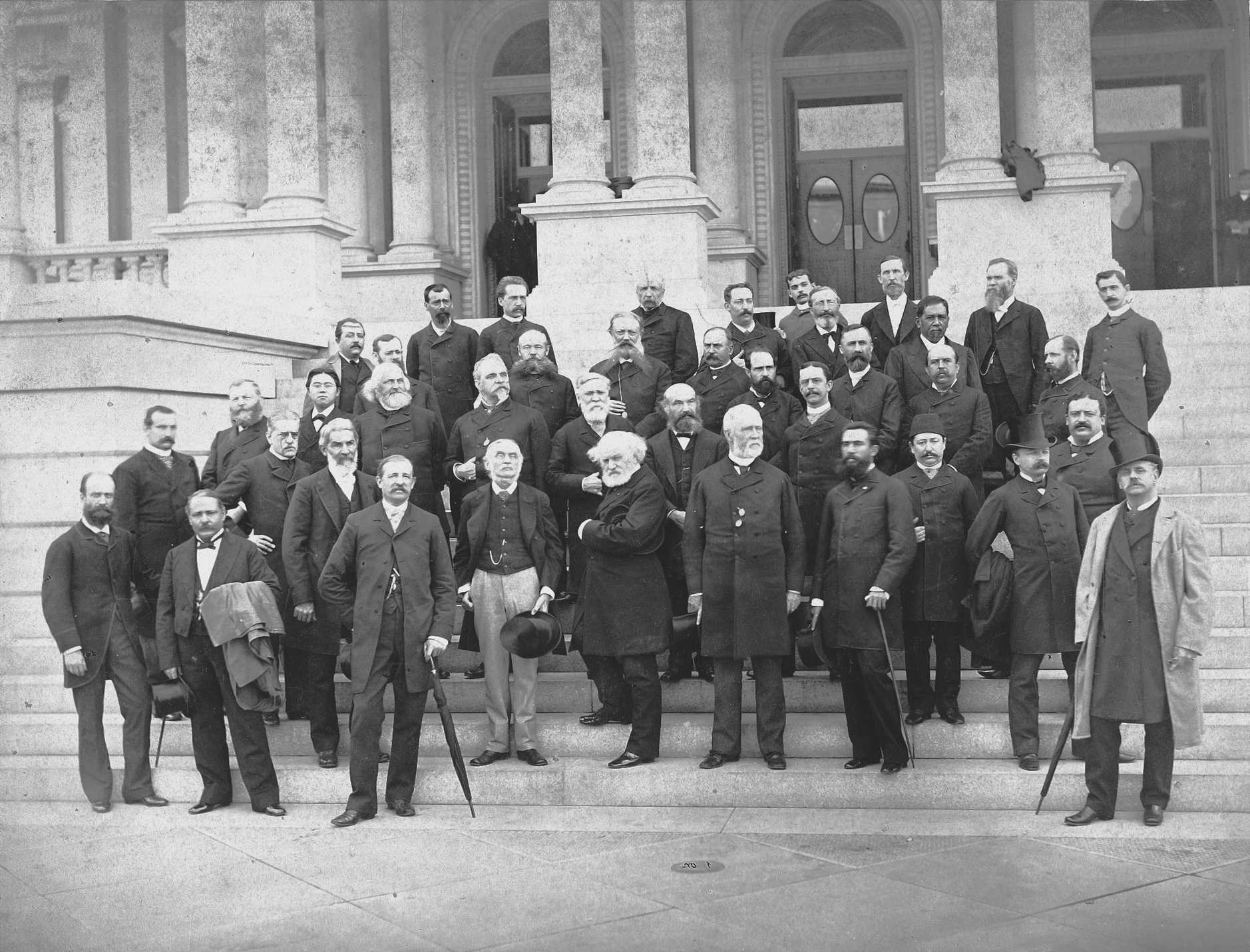
Fotografía de los delegados de la Conferencia

## Trasfondo
En la década de 1870, hubo presión tanto para establecer un meridiano principal para fines de navegación mundial como para unificar los horarios locales para los horarios ferroviarios. El primer Congreso Geográfico Internacional, celebrado en Amberes en 1871, aprobó una moción a favor del uso del meridiano de Greenwich para las cartas de navegación (a menor escala), sugiriendo que debería ser obligatorio dentro de 15 años.
En Gran Bretaña, el Great Western Railway había estandarizado el tiempo en 1840 y en 1847 el Railway Clearing Union decretó que "se adoptaría el GMT en todas las estaciones tan pronto como la Oficina General de Correos lo permitiera". En ese momento, la oficina de correos transmitía señales horarias desde Greenwich por telégrafo a la mayor parte del país para poner en hora los relojes. En enero de 1848, la guía ferroviaria de Bradshaw mostró los tiempos unificados y obtuvo la aprobación general, aunque las disputas legales significaron que no fue hasta 1890 que GMT se estableció formalmente en todo el Reino Unido.
En los Estados Unidos, los problemas fueron mucho más graves, con una tabla que mostraba más de 100 horas locales con una variación de más de 3 horas. En 1870, Charles F. Dowd publicó un panfleto titulado: Un sistema de hora nacional y su aplicación que aboga por tres zonas horarias en todo el país basadas en el meridiano de Washington, modificando esto a cuatro zonas basadas en el meridiano de Greenwich en 1872.
La primera propuesta para un tratamiento consistente del tiempo en todo el mundo fue una memoria titulada: Tiempo terrestre de Sandford Fleming, en ese momento el ingeniero jefe de Canadian Pacific Railway, presentada al Instituto Canadiense en 1876. Esta preveía relojes mostrando 24 horas universales con una esfera adicional con una hora local redondeada a la hora más cercana. También señaló que muchas de las correcciones del tiempo medio local eran mayores que las que implicaba el abandono del tiempo solar. En 1878/79, produjo propuestas modificadas utilizando el meridiano de Greenwich. Los dos artículos de Fleming se consideraron tan importantes que en junio de 1879 el gobierno británico envió copias a dieciocho países extranjeros ya varios organismos científicos de Inglaterra. Al mismo tiempo, la Sociedad Estadounidense de Metrología produjo un "Informe sobre la hora estándar" de Cleveland Abbe, jefe del Servicio Meteorológico de los Estados Unidos, que proponía esencialmente el mismo esquema.
Estas propuestas no obtuvieron la aprobación universal en la comunidad científica, y se opusieron John Rodgers, superintendente del Observatorio Naval de Washington y el astrónomo real británico, George Airy, quienes habían establecido servicios de cable que respaldan la hora local en varias ciudades. El Observatorio Naval también había frustrado la transmisión de la señal horaria de Greenwich desde Harvard, donde se recibió a través de un cable transatlántico y se usó para cronometrar una bola de tiempo en Boston.
La Conferencia Internacional de Meridianos tuvo su origen en el Tercer Congreso Geográfico Internacional celebrado en Venecia en 1881, en el que el establecimiento de un meridiano principal universal y un estándar de tiempo uniforme ocupaba un lugar destacado en la agenda. La Séptima Conferencia Geodésica Internacional en Roma en octubre de 1883 discutió la mayoría de los detalles técnicos, dejando los acuerdos diplomáticos para una conferencia posterior.  Estados Unidos aprobó una ley del Congreso el 3 de agosto de 1882 que autoriza al presidente a convocar una conferencia internacional para fijar un meridiano principal común para la hora y la longitud en todo el mundo.
El 11 de octubre de 1883, una convención de ejecutivos ferroviarios se reunió en Chicago y acordó la implementación de cinco zonas horarias en América del Norte, utilizando como base la hora media de Greenwich. Antes de que se enviaran las invitaciones a la conferencia de Washington el 1 de diciembre, los esfuerzos conjuntos de Abbe, Fleming y William Frederick Allen, Secretario de la Convención General de Tiempo de los Ferrocarriles de EE. UU. y Editor Gerente de la Guía Oficial de Ferrocarriles para Viajeros, habían llevado a las compañías ferroviarias de EE. UU. a un acuerdo que condujo a la introducción del horario ferroviario estándar al mediodía del 18 de noviembre de 1883 en todo el país. Por lo tanto, un fuerte sentimiento de hechos consumados precedió a la conferencia de Washington, aunque establecer las horas locales no formaba parte del mandato de la conferencia y no se estableció legalmente hasta 1918.

## Participantes
Veintiséis países, representados por 41 delegados, participaron en la conferencia:
- Imperio Alemán
- Imperio austrohúngaro
- Imperio del Brasil
- República de Chile
- Estados Unidos de Colombia
- Primera República de Costa Rica
- Dinamarca (ausente)
- República de El Salvador
- Reino de España
- Estados Unidos de América
- Tercera República Francesa
- República de Guatemala
- Reino de Hawái
- Reino de Italia
- Imperio del Japón
- República de Liberia
- Estados Unidos Mexicanos
- Imperio Otomano
- Países Bajos
- República del Paraguay
- Reino Unido de Gran Bretaña e Irlanda, incluyó delegados de:
  -  India Británica
  -  Canadá Británica
- Segunda República Dominicana
- Imperio Ruso
- Reinos Unidos de Suecia y Noruega
- Confederación Suiza
- Estados Unidos de Venezuela

## Propuestas
Tres propuestas como meridianos base fueron planteadas:
Un meridiano «internacional», situado sobre la isla de El Hierro en España (el territorio más occidental conocido en la época de Ptolomeo, en el siglo II), y que fue fijado como meridiano nacional francés por orden de Luis XIII el 1 de julio de 1634, el meridiano del Observatorio de París y el meridiano de Greenwich (longitud actual 2°20′14″ Est, y a 20° del meridiano de la isla de Hierro).

## Resoluciones
El 22 de octubre de 1884, la conferencia adoptó las siguientes resoluciones (la votación tuvo lugar el 13 de octubre):

1. Que es la opinión de este Congreso que es deseable adoptar un solo meridiano principal para todas las naciones, en lugar de la multiplicidad de meridianos iniciales que ahora existen.  (Esta resolución fue adoptada por unanimidad.)

1. Que la Conferencia proponga a los Gobiernos aquí representados la adopción del meridiano que pasa por el centro del instrumento de tránsito en el Observatorio de Greenwich como meridiano inicial de longitud. (A favor, 22; En contra, 1; Abstención, 2.)

1. Que a partir de este meridiano se contará la longitud en dos sentidos hasta 180 grados, siendo mas la longitud este y menos la longitud oeste. (A favor, 14; En contra, 5; Abstenciones, 6.)

1. Que la Conferencia proponga la adopción de un día universal para todos los efectos que se considere conveniente, y que no interfiera con el uso de la hora local o estándar cuando sea conveniente. (A favor, 23; Abstenciones, 2.)

1. Que este día universal será un día solar medio;  es comenzar para todo el mundo en el momento de la medianoche media del meridiano inicial, coincidiendo con el comienzo del día civil y fecha de ese meridiano;  y se contará desde cero hasta veinticuatro horas. (A favor, 14; En contra, 3; Abstenciones, 7.)

1. Que la Conferencia exprese la esperanza de que, tan pronto como sea posible, los días astronómicos y náuticos se organicen en todas partes para comenzar a la medianoche.

1. Que la Conferencia exprese la esperanza de que se reanuden los estudios técnicos destinados a regular y extender la aplicación del sistema decimal a la división del espacio angular y del tiempo, a fin de permitir la extensión de esta aplicación a todos los casos en que  presenta ventajas reales. (A favor, 21; Abstenciones, 3.)

La resolución 2, fijando el meridiano en Greenwich, fue aprobada 22-1 (República Dominicana, votó en contra); Francia y Brasil se abstuvieron. Los franceses no adoptaron el meridiano de Greenwich como el comienzo del día universal hasta 1911. Incluso entonces se negaron a usar el nombre "Greenwich", y en su lugar usaron el término "hora media de París, retrasada 9 minutos y 21 segundos". Francia finalmente reemplazó esta frase con "Tiempo universal coordinado" (UTC) en 1978.
La Resolución 4 exime expresamente al tiempo estándar del día universal. Aunque dos delegados, incluido Sandford Fleming, propusieron la adopción de la hora estándar por todas las naciones, otros delegados se opusieron, afirmando que estaba fuera del ámbito de la conferencia, por lo que ninguna de las propuestas fue sometida a votación. Por lo tanto, la conferencia "no" adoptó ninguna zona horaria, contrariamente a la creencia popular.
En cuanto a la resolución 6: Reino Unido ya había cambiado el comienzo del día náutico del mediodía, doce horas antes de la medianoche, a la medianoche de 1805, durante la Batalla de Trafalgar. El día astronómico se cambió del mediodía, doce horas después de la medianoche, a la medianoche a partir del 1 de enero de 1925 por una resolución de la recién formada Unión Astronómica Internacional.
El 13 de octubre de 1884 no se adoptó la siguiente resolución:

1. Que el meridiano inicial tenga un carácter de absoluta neutralidad. Debe elegirse exclusivamente de modo que asegure a la ciencia y al comercio internacional todas las ventajas posibles y, especialmente, no debe cortar ningún gran continente, ni Europa ni América. (A favor, 3; En contra, 21.)

Veintiún países votaron en contra de la propuesta, mientras que tres (Francia, Brasil, República Dominicana) votaron a favor.

## Delegados
Del Acta de la Conferencia los delegados fueron:
| Nombre                            | Designación                                                   | a nombre de ...      |
| --------------------------------- | ------------------------------------------------------------- | -------------------- |
| Presente                          |                                                               |                      |
| Barón Ignatz von Schäffer         | Enviado extraordinario y ministro plenipotenciario            | Austria-Hungría      |
| Dr. Luís Cruls                    | Director del Observatorio Imperial de Río de Janeiro          | Brasil               |
| Comodoro S. R. Franklin           | Superintendente del Observatorio Naval de los Estados Unidos  | Colombia             |
| Sr. Juan Francisco Echeverría     | Ingeniero civil                                               | Costa Rica           |
| Sr. A. Lefaivre                   | Ministro plenipotenciario y cónsul general                    | Francia              |
| Pierre Janssen                    | Director del Observatorio Físico de París                     | Francia              |
| Barón H. von Alvensleben          | Enviado extraordinario y ministro plenipotenciario            | Imperio Alemán       |
| Capitán Sir. Frederick Evans      | Royal Navy                                                    | Reino Unido          |
| Prof. J. C. Adams                 | Director del Observatorio de Cambridge                        | Reino Unido          |
| Teniente-general Richard Strachey | Miembro del Consejo de la India                               | Reino Unido          |
| Sr. Sandford Fleming              | En representación del Dominio de Canadá                       | Reino Unido          |
| M. Miles Rock                     | Presidente de la Comisión de Límites                          | Guatemala            |
| Hon. W. D. Alexander              | Agrimensor General                                            | Reino de Hawái       |
| Hon. Luther Aholo                 | Consejero Privado                                             | Reino de Hawái       |
| Count Alberto De Foresta          | Primer Secretario de Legación                                 | Italia               |
| Prof. Kikuchi Dairoku             | Decano del Departamento Científico de la Universidad de Tokio | Japón                |
| Sr. Leandro Fernández             | Ingeniero civil                                               | México               |
| Sr. Angel Anguiano                | Director del Observatorio Nacional de México                  | México               |
| Capitán John Stewart              | Cónsul general                                                | Paraguay             |
| Sr. Karl von Struve               | Enviado extraordinario y ministro plenipotenciario            | Rusia                |
| Major-General Stebnitzki          | Staff Imperial Ruso                                           | Rusia                |
| Sr. J. de Kologrivoff             | Consejero de Estado                                           | Rusia                |
| Sr. Manuel de Jesús Galván        | Enviado extraordinario y ministro plenipotenciario            | República Dominicana |
| Sr. Antonio Batres                | Enviado extraordinario y ministro Plenipotenciario            | El Salvador          |
| Sr. Juan Valera                   | Enviado extraordinario y ministro plenipotenciario            | España               |
| Sr. Emilio Ruiz del Árbol         | Agregado Naval a la Legación Española                         | España               |
| Sr. Juan Pastorin                 | Oficial de la Marina                                          | España               |
| Count Carl Lewenhaupt             | Enviado extraordinario y ministro plenipotenciario            | Suecia               |
| Coronel Emil Frey                 | Enviado extraordinario y ministro plenipotenciario            | Suiza                |
| Contralmirante C. R. P. Rodgers   | Armada de los Estados Unidos                                  | Estados Unidos       |
| Sr. Lewis Morris Rutherfurd       | Astrónomo y pionero de la astrofotografía                     | Estados Unidos       |
| Mr. W. F. Allen                   | Secretario Convenios Tiempo Ferroviario                       | Estados Unidos       |
| Comandante W. T. Sampson          | Armada de los Estados Unidos                                  | Estados Unidos       |
| Prof. Cleveland Abbe              | Oficina de Señales de los Estados Unidos                      | Estados Unidos       |
| Dr. A. M. Soteldo                 | Gerente de Negocios                                           | Venezuela            |
| Not present                       |                                                               |                      |
| Sr. Francisco Vidal Gormaz        | Director de la Oficina Hidrográfica                           | Chile                |
| Sr. Alavaro Bianchi Tupper        | Subgerente                                                    | Chile                |
| Sr. Carl Steen Andersen de Bille  | Ministro Residente y Cónsul General                           | Dinamarca            |
| Sr. Hinckeldeyn                   | Agregado de la Legación Alemana                               | Alemania             |
| Sr. William Coppinger             | Cónsul general                                                | Liberia              |
| Sr. G. de Weckherlin              | Enviado extraordinario y ministro plenipotenciario            | Países Bajos         |
| Sr. Ahmet Rüstem Bey              | Secretario de Legación                                        | Imperio Otomano      |

## Resultados
El tema principal de la conferencia, además de cuestiones de procedimiento como la provisión de una traducción francesa autorizada de las actas, fue la insistencia de Francia en que el meridiano debería tener un carácter estrictamente neutral de la misma manera que mantuvieron que el Metro era una medida neutral. Este requisito entraba en conflicto con la necesidad de basar las mediciones en un observatorio establecido en tierra y la delegación británica no apoyó la propuesta de Fleming de utilizar el antimeridiano de Greenwich. Al final, el argumento pragmático a favor de la continuidad con la mayoría de las cartas náuticas ganó el día y la delegación francesa se abstuvo en la votación.
La mayoría de los países europeos se alinearon sus relojes con Greenwich en diez años, Suecia y América del Norte ya lo habían hecho, y la tendencia continuó.  Los franceses mantuvieron la hora de París hasta 1911 y al año siguiente convocaron una segunda conferencia para abordar las diferencias entre los diferentes observatorios que se habían hecho evidentes, lo que condujo al establecimiento de la Oficina Internacional de la Hora después de la Primera Guerra Mundial.